# المراقب المالي والمراجع العام للهند
المراقب المالي والمراجع العام للهند (CAG) في الهند هو سلطة، تم إنشاؤها بموجب المادة 148 من دستور الهند ، والتي تقوم بمراجعة جميع الإيصالات والنفقات من حكومة الهند وحكومات الولايات ، بما في ذلك الهيئات والهيئات الممولة بشكل كبير من قبل الحكومي. CAG هي أيضًا المراجع الخارجي للشركات المملوكة للحكومة وتجري تدقيقًا تكميليًا للشركات الحكومية، أي أي شركة غير مصرفية / غير تأمينية تمتلك فيها حكومة الاتحاد حصة أسهم لا تقل عن 51 في المائة أو شركات تابعة لشركات قائمة الشركات الحكومية. تؤخذ تقارير CAG في الاعتبار من قبل لجان الحسابات العامة (PACs) ولجان التعهدات العامة (COPUs) ، وهي لجان خاصة في برلمان الهند والهيئات التشريعية للولاية. تعد أيضًا رئيسًا لإدارة التدقيق والحسابات الهندية، والتي يدير شؤونها موظفون من دائرة التدقيق والحسابات الهندية، ولديها أكثر من 58000 موظف في جميع أنحاء البلاد. 
تم ذكره في دستور الهند بموجب المادة 148 - 151. 
تم تصنيفه في المرتبة التاسعة وتتمتع بنفس المكانة التي يتمتع بها قاضي المحكمة العليا في الهند وفقًا للأسبقية الهندية . الرئيس الحالي له هو راجيف مهريشي،      الذي تولى منصبه في 25 سبتمبر 2017. وهو الثالث عشر من المجموعة الاستشارية للهند. 

## روابط خارجية
- "Official website of the Comptroller and Auditor General of India". مؤرشف من الأصل في 2019-09-25. اطلع عليه بتاريخ 2009-01-19.
- تقارير المراقب المالي والمراجع العام للهند